# Thouinidium inaequilaterum
Thouinidium inaequilaterum är en kinesträdsväxtart som beskrevs av Brother Alain. Thouinidium inaequilaterum ingår i släktet Thouinidium och familjen kinesträdsväxter. Inga underarter finns listade i Catalogue of Life.